# خورخي ماسفيدال
خورخي ماسفيدال (بالإنجليزية: Jorge Masvidal؛ 12 نوفمبر 1984) هو ملاكم أمريكي محترف ومُقاتل فنون قتالية مختلطة سابق، نافس في فئتي وزن الوسط والوزن الخفيف. نافس ماسفيدال بشكل احترافي لمدة 20 عامًا من عام 2003 حتى عام 2023، بعد أن شارك في يو إف سي، وبيلاتور، والقوة الضاربة، وقتالات القرش، وطريق النصر العالمي. وهو يحمل الرقم القياسي لأسرع ضربة قاضية في تاريخ يو إف سي بخمس ثوان، وفاز بلقب بطولة يو إف سي الرمزي «بي إم إف».

## النشأة
وُلد ماسفيدال ونشأ في ميامي، لأب كوبي وأم من بيرو. وفقًا لماسفيدال، فقد غادر والده كوبا مع مجموعة صغيرة عندما كان صغيرا، وانتهى به الأمر في جزر فيرجن. تم سجن والد ماسفيدال لاحقًا لأكثر من عشرين عامًا بتهمة القتل الخطأ والاتجار بالمخدرات. كان يشارك ماسفيدال في قتالات الشوارع منذ صغره. هناك مقاطع فيديو مسجلة عن معاركة على موقع يوتيوب. تنافس ماسفيدال لاحقًا في المصارعة في مدرسة سانت بريندان الثانوية، لكنه فشل في البقاء مؤهلاً بسبب علاماته، ثم بدأ التدريب على الكاراتيه فنون القتال المختلطة.

## مسيرته في فنون القتال المختلطة

### مسيرته المبكرة
فاز ماسفيدال بأول ظهور له في الفنون القتالية المختلطة بالضربة القاضية في 24 مايو 2003، في هوكنشوت: بطولات القتال المطلقة 3. وقد قاتل في الحدث الرئيسي لحدث بطولة القتال المطلق XII الذي أقيم في 30 أبريل، ضد منافس يو إف سي الحالي والمقاتل النهائي 5. المتسابق جو لوزون. فاز ماسفيدال بالضربة الفنية القاضية في الجولة الثانية.

### بيلاتور
تم توقيع ماسفيدال بواسطة بيلاتور ودخل بطولة الوزن الخفيف في أبريل 2009. فاز ماسفيدال بأول نزال ضد نيك أغالار في بيلاتور 1 عبر الضربة الفنية القاضية في الجولة الأولى. ومع ذلك، فقد هُزم في الدور قبل النهائي على يد توبي إيمادا في بيلاتور 5، الذي فاز عن طريق إخضاع خنق المثلث المقلوب في الجولة الثالثة. تم الاعتراف بهذه الخسارة المفاجئة كأفضل إخضاع لهذا العام من قبل العديد من وسائل إعلام فنون القتال المختلطة البارزة، مثل شيردوغ وإم إم إيه فايتينغ وجوائز فنون القتال المختلطة العالمية.

### ما بعد بيلاتور
انتقل ماسفيدال إلى فئة وزن الوسط لقتال بول دالي في قتال القرش 13 في أماريلو، تكساس في سبتمبر 2010. وقد وصل النزال لاحقًا إلى الوزن الغير محدد 171.75 رطل. بعد أن فشل دالي في أن يصل إلى الوزن، فقد خسر في نفس الوقت 10 بالمائة من محفظته المخصصة للعرض لصالح ماسفيدال. هزم دالي ماسفيدال بقرار القضاة بالإجماع. بعد هذا الأداء وقع ماسفيدال مع القوة الضاربة.

### القوة الضاربة
عاد ماسفيدال إلى القوة الضاربة في أوائل عام 2011، لمواجهة بيلي إيفانجليستا في القوة الضاربة: فيجاو ضد هندرسون. لقد فاز بالنزال بقرار القضاة بالإجماع.

### يو إف سي

#### 2013
بعد أن تم حل القوة الضاربة في يناير 2013، تم إحضار ماسفيدال إلى يو إف سي. ظهر لأول مرة ضد تيم مينز في 20 أبريل 2013، في يو إف سي على فوكس 7. وكان ماسفيدال ناجحًا في أول ظهور له، حيث فاز بالنزال بقرار القضاة بالإجماع.

#### 2020
في 5 يوليو 2020، أُفيد أن ماسفيدال قد تدخل في أقل من أسبوع لمواجهة كامارو عثمان على لقب بطولة يو إف سي لوزن الوسط في يو إف سي 251، ليحل محل المنافس الأصلي غيلبرت بورنس، الذي ثبتت إصابته بكوفيد-19 في 3 يوليو 2020. قبل النزال، وقع عقدًا جديدًا متعدد النزالات مع يو إف سي. خسر ماسفيدال النزال بقرار القضاة بالإجماع، وسجل 50-45 و50-45 و49-46.

#### 2021
واجه ماسفيدال كامارو عثمان في نزال العودة على بطولة يو إف سي لوزن الوسط في 24 أبريل 2021، في يو إف سي 261. خسر ماسفيدال النزال بالضربة القاضية في الجولة الثانية، مسجلاً أول خسارة له بالإيقاف داخل يو إف سي.
كان من المقرر أن يواجه ماسفيدال ليون إدواردز في 11 ديسمبر 2021 في يو إف سي 269. ومع ذلك، انسحب ماسفيدال بسبب الإصابة، وتم إلغاء النزال.

#### 2022
واجه ماسفيدال كولبي كوفينجتون في 5 مارس 2022 في يو إف سي 272. وخسر النزال بقرار القضاة بالإجماع. أكسبه هذه النزال مكافأة قتال الليلة.

#### الاعتزال
واجه ماسفيدال جيلبرت بيرنز في 8 أبريل 2023 في يو إف سي 287. خسر النزال بقرار القضاة بالإجماع وأعلن بعد ذلك اعتزاله المنافسة خلال مقابلة ما بعد القتال.

## المصارعة المحترفة

### مصارعة كل النخبة
ظهر ماسفيدال لأول مرة في مصارعة كل النخبة في إيه آي دبليو في 24 سبتمبر 2021، جنبًا إلى جنب مع فريق أفضل فريق أمريكي، وهاجم كريس جيريكو وجيك هاجر.

## مسيرته في الملاكمة

### ماسفيدال ضد دياز
في 13 مارس 2024، أُعلن أن ماسفيدال سيواجه نيت دياز في 1 يونيو 2024 في منتدى كيا في لوس أنجلوس، كاليفورنيا في نزال ملاكمة من 10 جولات في وزن خفيف الثقيل. في 7 مايو 2024، تم الإبلاغ عن إعادة جدولة النزال إلى 6 يوليو 2024 في هوندا سنتر في آناهايم، كاليفورنيا. في 13 مايو 2024، تم تأكيد موعد القتال الجديد في 6 يوليو 2024.

## البطولات والإنجازات

### فنون القتال المختلطة
- يو إف سي
  - بطولة يو إف سي «بي إم إف».[45]
  - قتال الليلة (ثلاث مرات) ضد رستم خابيلوف، وكولبي كوفنغتون، ودارين تيل[34][46][47]
  - أداء الليلة (أربع مرات) ضد سيزار فيريرا، ودونالد سيروني، ودارين تيل، وبن أسكرين[47][48][49][50]
  - أسرع ضربة قاضية في تاريخ يو إف سي (خمس ثواني) ضد بن أسكرين في يو إف سي 239
  - مرتبة الشرف في يو إف سي أفضل ضربة قاضية لعام 2019 ضد بن أسكرين[51]
- بطولة أخمات المطلقة
  - بطولة إيه إف سي للوزن الوسط[52]
- إم إم إيه جونكي
  - أفضل ضربة قاضية في شهر يوليو 2019 ضد بن أسكرين[53]
  - أفضل نزال في شهر نوفمبر 2019 ضد نات دياز[54]
  - أفضل ضربة قاضية لعام 2019 ضد بن أسكرين[55]
  - أفضل مقاتل سطع نجمه لعام 2019[56]
- إم إم إيه فايتينغ
  - أفضل ضربة قاضية لعام 2019 ضد بن أسكرين[57]
- كومبات بريس.كوم
  - أفضل ضربة قاضية لعام 2019 ضد بن أسكرين[58]
  - أفضل عودة لمقاتل في عام 2019[59]
- كاجيسايد بريس.كوم
  - أفضل ضربة قاضية لعام 2019 ضد بن أسكرين[60]
- إم إم إيه مانيا.كوم
  - أفضل ضربة قاضية لعام 2019 ضد بن أسكرين[61]
- نشرة ريسلينغ أوبزرفر الإعلامية
  - مُقاتل فنون القتال المختلطة الأكثر قيمة (2019)[62]
- جوائز فنون القتال المختلطة العالمية
  - 2019 – أفضل مُقاتل سطلع نجمه لهذا العام يوليو 2020[63]
  - 2019 – يوليو 2020 أفضل ضربة قاضية للعام ضد بن أسكرين في يو إف سي 239[63]

## سجل الفنون القتالية المختلطة
| السجل المهني |        |          |
| 52 نزال      | 35 فوز | 17 خسارة |
| ضربة قاضية   | 16     | 2        |
| إخضاع        | 2      | 2        |
| قرار القضاة  | 17     | 13       |

| النتيجة | السجل | الخصم            | الطريقة                              | الحدث                                            | التاريخ        | الجولة | الوقت | المكان                                    | الملاحظات                                          |
| ------- | ----- | ---------------- | ------------------------------------ | ------------------------------------------------ | -------------- | ------ | ----- | ----------------------------------------- | -------------------------------------------------- |
| خسر     | 35–17 | غيلبرت بورنس     | قرار القضاة (بالإجماع)               | يو إف سي 287                                     | 8 أبريل 2023   | 3      | 5:00  | ميامي، فلوريدا، الولايات المتحدة          |                                                    |
| خسر     | 35–16 | كولبي كوفنغتون   | قرار القضاة (بالإجماع)               | يو إف سي 272                                     | 5 مارس 2022    | 5      | 5:00  | لاس فيغاس، نيفادا، الولايات المتحدة       | قتال الليلة.                                       |
| خسر     | 35–15 | كامارو عثمان     | ضربة قاضية (لكمة)                    | يو إف سي 261                                     | 24 أبريل 2021  | 2      | 1:02  | جاكسونفيل، فلوريدا، الولايات المتحدة      | على لقب بطولة يو إف سي لوزن الوسط.                 |
| خسر     | 35–14 | كامارو عثمان     | قرار القضاة (بالإجماع)               | يو إف سي 251                                     | 12 يوليو 2020  | 5      | 5:00  | أبو ظبي، الإمارات العربية المتحدة         | على لقب بطولة يو إف سي لوزن الوسط.                 |
| فاز     | 35–13 | نات دياز         | ضربة فنية قاضية (إيقاف الطبيب)       | يو إف سي 244                                     | 2 نوفمبر 2019  | 3      | 5:00  | مدينة نيويورك، نيويورك، الولايات المتحدة  | فاز بلقب «بي إم إف» الرمزي.                        |
| فاز     | 34–13 | بن أسكرين        | ضربة قاضية (ركبة طائرة)              | يو إف سي 239                                     | 6 يوليو 2019   | 1      | 0:05  | لاس فيغاس، نيفادا، الولايات المتحدة       | أسرع ضربة قاضية في تاريخ يو إف سي. أداء الليلة.    |
| فاز     | 33–13 | دارين تيل        | ضربة قاضية (باللكمات)                | يو إف سي ليلة القتال: تيل ضد ماسفيدال            | 16 مارس 2019   | 2      | 3:05  | لندن، إنجلترا                             | أداء الليلة. قتال الليلة.                          |
| خسر     | 32–13 | ستيفن طومسون     | قرار القضاة (بالإجماع)               | يو إف سي 217                                     | 4 نوفمبر 2017  | 3      | 5:00  | مدينة نيويورك، نيويورك، الولايات المتحدة  |                                                    |
| خسر     | 32–12 | داميان مايا      | قرار القضاة (بالانقسام)              | يو إف سي 211                                     | 13 مايو 2017   | 3      | 5:00  | دالاس، تكساس، الولايات المتحدة            |                                                    |
| فاز     | 32–11 | دونالد سيروني    | ضربة فنية قاضية (باللكمات)           | يو إف سي على فوكس: شيفتشينكو ضد بينا             | 28 يناير 2017  | 2      | 1:00  | دنفر، كولورادو، الولايات المتحدة          | أداء الليلة.                                       |
| فاز     | 31–11 | جيك إلينبيرغر    | ضربة فنية قاضية (باللكمات)           | المقاتل النهائي: بطولة الأبطال النهائية          | 3 ديسمبر 2016  | 1      | 4:05  | لاس فيغاس، نيفادا، الولايات المتحدة       |                                                    |
| فاز     | 30–11 | روس بيرسون       | قرار القضاة (بالإجماع)               | يو إف سي 201                                     | 30 يوليو 2016  | 3      | 5:00  | أتلانتا، جورجيا، الولايات المتحدة         |                                                    |
| خسر     | 29–11 | لورينز لاركن     | قرار القضاة (بالانقسام)              | يو إف سي ليلة القتال: ألميدا ضد جاربرانت         | 29 مايو 2016   | 3      | 5:00  | لاس فيغاس، نيفادا، الولايات المتحدة       |                                                    |
| خسر     | 29–10 | بونسون هاندرسون  | قرار القضاة (بالانقسام)              | يو إف سي ليلة القتال: هندرسون ضد ماسفيدال        | 28 نوفمبر 2015 | 5      | 5:00  | سول، كوريا الجنوبية                       |                                                    |
| فاز     | 29–9  | سيزار فيريرا     | ضربة قاضية (بالمرفقين واللكمات)      | المقاتل النهائي: أفضل فريق أمريكي ضد بلاكزيليانز | 12 يوليو 2015  | 1      | 4:22  | لاس فيغاس، نيفادا، الولايات المتحدة       | العودة إلى وزن الوسط. أداء الليلة                  |
| خسر     | 28–9  | آل ياكوينتا      | قرار القضاة (بالانقسام)              | يو إف سي ليلة القتال: مينديز ضد لاماس            | 4 أبريل 2015   | 3      | 5:00  | فيرفاكس، فيرجينيا، الولايات المتحدة       |                                                    |
| فاز     | 28–8  | جيمس كراوز       | قرار القضاة (بالإجماع)               | يو إف سي 178                                     | 27 سبتمبر 2014 | 3      | 5:00  | لاس فيغاس، نيفادا، الولايات المتحدة       |                                                    |
| فاز     | 27–8  | دارون كرويشانك   | قرار القضاة (بالإجماع)               | يو إف سي على فوكس: لولر ضد براون                 | 26 يوليو 2014  | 3      | 5:00  | سان خوسيه، كاليفورنيا، الولايات المتحدة   |                                                    |
| فاز     | 26–8  | بات هيلي         | قرار القضاة (بالإجماع)               | يو إف سي على فوكس: ويردوم ضد براون               | 19 أبريل 2014  | 3      | 5:00  | أورلاندو، فلوريدا، الولايات المتحدة       |                                                    |
| خسر     | 25–8  | رستم خابيلوف     | قرار القضاة (بالإجماع)               | يو إف سي: قاتل من أجل القوات 3                   | 6 نوفمبر 2013  | 3      | 5:00  | فورت كامبل، كنتاكي، الولايات المتحدة      | قتال الليلة.                                       |
| فاز     | 25–7  | مايكل كييزا      | إخضاع (خنق برابو)                    | يو إف سي على فوكس: جونسون ضد مورغان              | 27 يوليو 2013  | 2      | 4:59  | سياتل، واشنطن، الولايات المتحدة           |                                                    |
| فاز     | 24–7  | تيم مينز         | قرار القضاة (بالإجماع)               | يو إف سي على فوكس: هندرسون ضد ميلينديز           | 20 أبريل 2013  | 3      | 5:00  | سان خوسيه، كاليفورنيا، الولايات المتحدة   |                                                    |
| فاز     | 23–7  | جاستن ويلكوكس    | قرار القضاة (بالانقسام)              | القوة الضاربة: روكهولد ضد كينيدي                 | 14 يوليو 2012  | 3      | 5:00  | بورتلاند، أوريغون، الولايات المتحدة       |                                                    |
| خسر     | 22–7  | جيلبار ميلنداز   | قرار القضاة (بالإجماع)               | القوة الضاربة: ميلينديز ضد ماسفيدال              | 17 ديسمبر 2011 | 5      | 5:00  | سان دييغو، كاليفورنيا، الولايات المتحدة   | على لقب بطولة القوة الضاربة للوزن الخفيف.          |
| فاز     | 22–6  | ك. ج. نونز       | قرار القضاة (بالإجماع)               | القوة الضاربة: أوفيريم ضد ويردوم                 | 18 يونيو 2011  | 3      | 5:00  | دالاس، تكساس، الولايات المتحدة            |                                                    |
| فاز     | 21–6  | بيلي إيفانجليستا | قرار القضاة (بالإجماع)               | القوة الضاربة: فيجاو ضد هندرسون                  | 5 مارس 2011    | 3      | 5:00  | كولومبوس، أوهايو، الولايات المتحدة        |                                                    |
| خسر     | 20–6  | بول دالي         | قرار القضاة (بالإجماع)               | قتال القرش 13: جاردين ضد برانجلي                 | 11 سبتمبر 2010 | 3      | 5:00  | أماريلو، تكساس، الولايات المتحدة          | نزال في وزن الوسط. أخفق دالي بالوزن (172 رطلاً).    |
| فاز     | 20–5  | ناأويوكي كوتاني  | قرار القضاة (بالانقسام)              | إيه إس تي آر إيه                                 | 25 أبريل 2010  | 3      | 5:00  | طوكيو، اليابان                            |                                                    |
| خسر     | 19–5  | لويس بالومينو    | قرار القضاة (بالانقسام)              | جي- معارك القوة 3                                | 2 أبريل 2010   | 3      | 5:00  | ميامي، فلوريدا، الولايات المتحدة          |                                                    |
| فاز     | 19–4  | أدرك كيتاوكا     | ضربة قاضية (باللكمات)                | طريق النصر العالمي يُقدم: سينجوكو 11              | 7 نوفمبر 2009  | 2      | 3:03  | طوكيو، اليابان                            |                                                    |
| فاز     | 18–4  | إريك رينولدز     | إخضاع (خنق خلفي عاري)                | بيلاتور 12                                       | 19 يونيو 2009  | 3      | 3:33  | هوليوود، فلوريدا، الولايات المتحدة        | نزال في الوزن الغير محدد (160 رطل).                |
| خسر     | 17–4  | توبي إيمادا      | إخضاع فني (خنق المثلث المقلوب)       | بيلاتور 5                                        | 1 مايو 2009    | 3      | 3:22  | دايتون، أوهايو، الولايات المتحدة          | نصف نهائي بطولة بيلاتور للموسم الأول للوزن الخفيف. |
| فاز     | 17–3  | نيك أغالار       | ضربة فنية قاضية (باللكمات)           | بيلاتور 1                                        | 3 أبريل 2009   | 1      | 1:19  | هوليوود، فلوريدا، الولايات المتحدة        | ربع نهائي بطولة بيلاتور للموسم الأول للوزن الخفيف. |
| فاز     | 16–3  | تاي هيون بانغ    | قرار القضاة (بالإجماع)               | طريق النصر العالمي يُقدم: سينجوكو 6               | 1 نوفمبر 2008  | 3      | 5:00  | سايتاما، اليابان                          | نزال احتياطي لسباق جائزة سينجوكو للوزن الخفيف.     |
| فاز     | 15–3  | ريان شولتز       | ضربة فنية قاضية (باللكمات)           | طريق النصر العالمي يُقدم: سينجوكو 5               | 28 سبتمبر 2008 | 1      | 1:57  | طوكيو، اليابان                            | نزال احتياطي لسباق جائزة سينجوكو للوزن الخفيف.     |
| خسر     | 14–3  | رودريغو دام      | ضربة فنية قاضية (لكمة)               | طريق النصر العالمي يُقدم: سينجوكو 3               | 8 يونيو 2008   | 2      | 4:38  | سايتاما، اليابان                          |                                                    |
| فاز     | 14–2  | ريان هيلي        | قرار القضاة (بالإجماع)               | القوة الضاربة: في القبة                          | 23 فبراير 2008 | 3      | 5:00  | تاكوما، واشنطن، الولايات المتحدة          | نزال في الوزن الغير محدد (160 رطل).                |
| فاز     | 13–2  | برانت روز        | ضربة فنية قاضية (باللكمات)           | معارك الحصان المجنون                             | 11 ديسمبر 2007 | 1      | 0:56  | فورت لودرديل، فلوريدا، الولايات المتحدة   |                                                    |
| فاز     | 12–2  | مات لي           | ضربة فنية قاضية (بالمرفقين واللكمات) | القوة الضاربة: قصر بلاي بوي                      | 29 سبتمبر 2007 | 1      | 1:33  | بيفرلي هيلز، كاليفورنيا، الولايات المتحدة | نزال في الوزن الغير محدد (160 رطل).                |
| فاز     | 11–2  | إيف إدواردز      | ضربة قاضية (ركلة للرأس)              | قتال بودوج: ألفاريز ضد لي                        | 14 يوليو 2007  | 2      | 2:59  | ترنتون، نيو جيرسي، الولايات المتحدة       | العودة إلى الوزن الخفيف.                           |
| فاز     | 10–2  | ستيف بيرغر       | قرار القضاة (بالإجماع)               | قتال بودوج: سان بطرسبرج                          | 15 ديسمبر 2006 | 3      | 5:00  | سانت بطرسبرغ، روسيا                       |                                                    |
| فاز     | 9–2   | كيث ويسينويسكي   | قرار القضاة (بالأغلبية)              | قتال بودوج: إلى حافة الحرب                       | 22 أغسطس 2006  | 3      | 5:00  | سان خوسيه، كوستاريكا                      |                                                    |
| فاز     | 8–2   | نوري شاكر        | قرار القضاة (بالإجماع)               | إيه إف سي 17                                     | 24 يونيو 2006  | 3      | 5:00  | فورت لودرديل، فلوريدا، الولايات المتحدة   | فاز بلقب بطولة إيه إف سي لوزن الوسط الشاغرة.       |
| فاز     | 7–2   | ديفيد جاردنر     | ضربة فنية قاضية (باللكمات)           | إيه إف سي 15                                     | 18 فبراير 2006 | 2      | 0:14  | فورت لودرديل، فلوريدا، الولايات المتحدة   | العودة إلى وزن الوسط.                              |
| خسر     | 6–2   | بول رودريجيز     | إخضاع فني (خنق خلفي عاري)            | إيه إف سي 13                                     | 30 يوليو 2005  | 1      | 2:27  | فورت لودرديل، فلوريدا، الولايات المتحدة   |                                                    |
| فاز     | 6–1   | جو لوزون         | ضربة فنية قاضية (باللكمات)           | إيه إف سي 12                                     | 30 أبريل 2005  | 2      | 3:57  | فورت لودرديل، فلوريدا، الولايات المتحدة   |                                                    |
| خسر     | 5–1   | رافائيل أسونساو  | قرار القضاة (بالإجماع)               | خنق كامل 1                                       | 21 أبريل 2005  | 3      | 5:00  | دولوث، جورجيا، الولايات المتحدة           |                                                    |
| فاز     | 5–0   | جاستن ويسنيوسكي  | قرار القضاة (بالأغلبية)              | إيه إف سي 8                                      | 1 مايو 2004    | 2      | 5:00  | فورت لودرديل، فلوريدا، الولايات المتحدة   | أول ظهور في الوزن الخفيف.                          |
| فاز     | 4–0   | جوليان أورتيجا   | قرار القضاة (بالإجماع)               | إيه إف سي 6                                      | 3 ديسمبر 2003  | 2      | 5:00  | فورت لودرديل، فلوريدا، الولايات المتحدة   |                                                    |
| فاز     | 3–0   | رولاند ديلغادو   | ضربة فنية قاضية (باللكمات)           | إيه إف سي 5                                      | 5 سبتمبر 2003  | 2      | 2:14  | فورت لودرديل، فلوريدا، الولايات المتحدة   |                                                    |
| فاز     | 2–0   | بريان جيراغتي    | قرار القضاة (بالإجماع)               | إيه إف سي 4                                      | 19 يوليو 2003  | 2      | 5:00  | فورت لودرديل، فلوريدا، الولايات المتحدة   |                                                    |
| فاز     | 1–0   | براندون بليدسو   | ضربة قاضية (باللكمات)                | إيه إف سي 3                                      | 24 مايو 2003   | 1      | 3:55  | فورت لودرديل، فلوريدا، الولايات المتحدة   |                                                    |

## سجل الملاكمة الاحترافية
| 1 نزال      | 1 فوز | 0 خسارة |
| ----------- | ----- | ------- |
| قرار القضاة | 1     | 0       |

| # | النتيجة | السجل | الخصم         | النوع  | الجولة، الوقت | التاريخ       | الموقع                                                    | الملاحظات |
| - | ------- | ----- | ------------- | ------ | ------------- | ------------- | --------------------------------------------------------- | --------- |
| 1 | فاز     | 1–0   | جوزيف بنيامين | أغلبية | 4             | 28 يونيو 2005 | فندق راديسون مارت بلازا، ميامي، فلوريدا, الولايات المتحدة |           |

## نزالات الدفع مقابل المشاهدة
| الحدث        | النزال               | التاريخ       | المكان                                     | المدينة                                  | المبلغ    |
| ------------ | -------------------- | ------------- | ------------------------------------------ | ---------------------------------------- | --------- |
| يو إف سي 244 | ماسفيدال ضد دياز     | 2 نوفمبر 2019 | ماديسون سكوير جاردن                        | مدينة نيويورك، نيويورك، الولايات المتحدة | لم يكشف   |
| يو إف سي 251 | عثمان ضد ماسفيدال    | 12 يوليو 2020 | فلاش فورم                                  | أبو ظبي، الإمارات العربية المتحدة        | 1،300،000 |
| يو إف سي 261 | عثمان ضد ماسفيدال 2  | 24 أبريل 2021 | الساحة التذكارية للمحاربين القدامى في ستار | جاكسونفيل، فلوريدا، الولايات المتحدة     | 700،000   |
| يو إف سي 272 | كوفنغتون ضد ماسفيدال | 5 مارس 2022   | تي موبايل أرينا                            | بارادايس، نيفادا، الولايات المتحدة       | لم يكشف   |

## وصلات خارجية
- خورخي ماسفيدال على موقع IMDb (الإنجليزية)
- خورخي ماسفيدال على موقع قاعدة بيانات الفيلم (الإنجليزية)
- خورخي ماسفيدال على موقع بوكس ريك (الإنجليزية) (registration required)
- خورخي ماسفيدال على موقع يو إف سي (الإنجليزية)
- خورخي ماسفيدال على موقع بيلاتور (الإنجليزية)
- خورخي ماسفيدال على موقع شيردوغ (الإنجليزية)
- خورخي ماسفيدال على موقع Tapology.com (الإنجليزية)